# Atoyatempan
Atoyatempan är en kommunhuvudort i Mexiko.   Den ligger i kommunen Atoyatempan och delstaten Puebla, i den sydöstra delen av landet, 140 km sydost om huvudstaden Mexico City. Atoyatempan ligger 1 951 meter över havet och antalet invånare är 6 109.
Terrängen runt Atoyatempan är kuperad åt sydväst, men åt nordost är den platt. Runt Atoyatempan är det ganska glesbefolkat, med 21 invånare per kvadratkilometer. Närmaste större samhälle är Tepeaca, 16,5 km norr om Atoyatempan. Trakten runt Atoyatempan består i huvudsak av gräsmarker.